# Asterigerinoidea
Asterigerinoidea, tradicionalmente denominada Asterigerinacea, es una superfamilia de foraminíferos del suborden Rotaliina y del orden Rotaliida. Su rango cronoestratigráfico abarca desde el Santoniense superior (Cretácico superior) hasta la Actualidad.

## Clasificación
Asterigerinoidea incluye a las siguientes familias:
- Familia Epistomariidae
- Familia Alfredinidae
- Familia Asterigerinatidae
- Familia Asterigerinidae
- Familia Amphisteginidae
- Familia Boreloididae
- Familia Lepidocyclinidae

Otra familia considerada en Asterigerinoidea es:
- Familia Anomalinidae, aceptado como Familia Alfredinidae